# Grgur II Branković
Grgur II Branković (serbe: Гргур Бранковић ) (né vers 1415 mort le 16/17 octobre 1459) est un prince serbe de la dynastie des Branković.

## Biographie
Grgur Branković était le second  fils  de Đurađ Branković et de Irène Cantacuzène une petite fille de Mathieu Cantacuzène.
En 1439 alors que son père et sa mère s'était réfugiés en Hongrie puis en Zeta Grgur et son oncle maternel Thomas Cantacuzène assurent la défense de Smederevo, la forteresse-capitale  de la Serbie des Branković qui était attaquée par les armées du sultan ottoman Murad II.
Sans aucun secours après trois mois de siège Smederevo capitule le 18 août 1439. Grgur et son frère cadet Stefan Branković sont capturés et  aveuglés par ordre de Murad II rendu furieux par leur résistance. 
Après l'offensive victorieuse menée par les armées hongroise commandées par Jean Hunyadi fin 1443, Murad II est contraint  de faire la paix. Une trêve de dix ans est signée le 12 juillet 1444 aux termes de laquelle en août suivant le Sultan ottoman rend à Đurađ Branković sa forteresse et ses  deux fils mutilés.
Grgur se retire comme moine au Mont Athos dans le Monastère de Hilandar où il meurt le 16/17 octobre 1459.

## Union et postérité
Grgur Branković  avait épousé une certaine Jelisaveta  dont il n'eut pas de descendance. Il laisse toutefois un fils illégitime :
- Vuk Grgurević.

## Sources
- Dušan T. Bataković, Histoire du peuple serbe, éditions L'Age d'Homme. Paris 2005,  (ISBN 2-8251-1958-X).
- Jean Michel Cantacuzène Mille ans dans les Balkans éditions Christian; Paris 1992  (ISBN 2-86496-054-0).